# Cal Carinyo (Dosrius)
Cal Carinyo és una masia de Dosrius.

## Descripció
Masia aïllada formada per diversos cossos adossats que li proporcionen una planta rectangular. El volum principal està format per tres cossos adossats, el posterior amb teulada de dues vessants i el carener perpendicular a la façana orientada a la carretera, organitzat en dos nivells. El cos davanter, en canvi, presenta una coberta de teula àrab d'un sol vessant i està distribuït en planta baixa i pis. El darrer cos, alineat amb el davanter per la banda de llevant, amb teulada de dues vessants i dues plantes. La façana principal, orientada al sud-est, presenta obertures rectangulars. Les més destacables presenten un emmarcament en relleu disposat a mode de guardapols (portal d'accés principal, finestra amb reixa de ferro situada al seu costat i finestres del pis superior). A l'extrem de llevant hi ha un portal obert amb llinda de fusta i una obertura semicircular reformada que donava accés a les corts. Al seu costat hi ha un contrafort de reforç.
Destaca, a la part superior del parament, un rellotge de sol repintat l'any 1993. La façana està rematada amb un ràfec de teula àrab. Adossat a la banda de llevant de la construcció hi ha un altre volum de factura més moderna. A la banda de ponent, en canvi, hi ha un volum rectangular amb coberta de teula àrab de dues vessants i el carener perpendicular a la façana principal. Està organitzat en un sol nivell. Presenta un portal i dues finestres d'arc de mig punt protegides amb reixes de ferro. A la part superior del parament destaca un òcul circular. Tota la construcció presenta els paraments arrebossats i emblanquinats. Davant la façana principal destaca un safareig de planta rectangular bastit en maons i un gran lledoner. Prop d'aquest arbre també hi ha una bassa de planta circular arrebossada.

## Història
Segon les fonts orals, la masia sempre ha estat relacionada amb la família Cot. En aquest sentit, la primera referència documental relacionada amb aquest cognom apareix en una llibreta que passava revista de les terres i vinyes de Dosrius i Canyamars, datada l'any 1779. En aquest document hi apareix en "Salvador Cot". Posteriorment, en les llibretes per cobrar "Lo Reial Catastro de Dosrius y Cañamas" de l'any 1787, i les posteriors fins a l'any 1792, torna a aparèixer el mateix nom. Dins del segle XIX, la masia apareix grafiada en un plànol cadastral dels termes de Dosrius i Canyamars elaborat l'any 1853.
Posteriorment, en una relació de les cases que existien a Dosrius consultada a finals del segle XIX pel rector Gaietà Viaplana, hi consta que l'any 1897 existia una casa anomenada "Padró o Carinyo" dins del veïnat de Canyamars. Si prenem com a base el topònim Padró, cal destacar que en el llistat corresponent a l'any 1632 present en aquest mateix document, ja hi consta una casa anomenada "Padró" dins del veïnat de Canyamars. Tot i això no es pot assegurar que aquesta casa faci referència a la masia de cal Carinyo, donat que a Canyamars també es documenta una casa anomenada can Padró, la qual estava adossada a la masia de can Cases. Segons els propietaris, la masia és bastida en pedra i terra, i té uns 200 anys aproximadament. La família es va instal·lar a la masia a mitjans del segle xx, procedents de la masoveria de can Galzeran.